# Porto Ercole
Porto Ercole és un poble situat al municipi de Monte Argentario, a la Província de Grosseto.
El 18 de juliol de l'any 1610 hi va morir Michelangelo Merisi da Caravaggio "Caravaggio" considerat el primer gran pintor del barroc.